# Prethopalpus scanloni
Espèce
Prethopalpus scanloni est une espèce d'araignées aranéomorphes de la famille des Oonopidae.

## Distribution
Cette espèce est endémique du Pilbara en Australie-Occidentale. Elle se rencontre à 9 m de profondeur dans la vallée de la Robe River à 65 km au Sud-Ouest de Pannawonica.

## Description
Le mâle holotype mesure 1,16 mm.

## Étymologie
Cette espèce est nommée en l'honneur de Michael D. Scanlon.

## Publication originale
- Baehr, Harvey, Burger & Thoma, 2012 : The new Australasian goblin spider genus Prethopalpus (Araneae, Oonopidae). Bulletin of the American Museum of Natural History, no 369, p. 1-113 (texte intégral).